# Orah (Staro Nagoričane)
Orah es un pueblo ubicado en el municipio de Staro Nagoričane, en la región Noreste, Macedonia del Norte.

## Superficie
Posee una superficie de 22,0 kilómetros cuadrados.

## Demografía
Hasta 2021 la población era de 80 habitantes, con una densidad de población de 3,636 habitantes por kilómetro cuadrado.